# Кањон Јерме
Кањон Јерме је део речне долине истоимене реке дуге 72 км који је настао интензивним усецањем њеног воденог тока између стеновите Влашке планине, на левој обали и планине Гребен, на њеној десној обали, у југоисточној Србији, у троуглу између Пирота, Димитровграда и Бабушнице. Спада међу најуже кањонске усеке у Европи, јер је у делу које мештани  зову „Цедиљка”, распон између две стене високе више десетина метара.

## Називи
Кањон Јерме — Влашка клисура — Клисура Ждрело

## Статус
Кањон Јерме у Републици Србији проглашен за заштићено природно добро са статусом — „Специјални резерват природе „Јерма”. 

## Положај
Кањон Јерме се налази на путном правцу који преко Сукова и Звонца, води до Бабушнице, односно од Власотинца до Лесковца, у троуглу између Пирота, Димитровграда и Бабушнице. На:
42° 58’ северне географске ширине и
22° 38’ источно од Гринича
Ова вијугава саобраћајница обилује прелепим каменим мостовима.
На улазу у кањон реке Јерме, недалеко од питомине села Власи, на левој обали реке налази се познати Погановски манастир из 14. века, задужбина Константина и Јелене Дејановић. Ово средњовековно здање је под заштитом Унеска.
До клисуре се најбрже стиже са пута Ниш — Димитровград код Сукова. Пут преко Беле Паланке и Бабушнице је краћи али се због стања коловоза њиме вози дуже. Сам пут кроз клисуру је врло изазован јер води трасом некадашње рудничке железнице уског колосека и у многобројним тунелима се сужава у једну траку. Због тога возачи журе да што пре изађу из клисуре, која није безбедна ни за пешаке.

## Географија

### Географска прошлост
Река Јерма (Суковска река) настала је пре око 65 милиона година из извора на Власинској висоравни недалеко од Власинског језера у Општини Сурдулица (Србија). Након тока од 17 км из Србије улази област Знепоље у Бугарској, и преко њене територије тече 27 км. Потом се поново враћа у Србију код села Петачани у општини Димитровград, и на свом току од 28 км, пролази поред Манастира Поганово и улива се у Нишаву, код села Сукова, недалеко од Пирота.
У једном делу свог водотока пробијајући се кроз Гребен планину (1337 м) и Влашку планину (1442 м), на територији Србије река Јерма је формирала пре око 65 милиона година у постјезерској фази након повлачења некадашњег сенског мора, два велика кланца које мештани називају Одоровско и Влашко ждрело, са странама високим 300—400 и ширином 10—30 метара. 

### Геоморфологија
Основна одлика рељефа ovog краја јесте његова сложеност и разноликост у морфолошком и морфогенетском смислу. Основни рељефа чине тектонско обележје, док су они мањи настали претежно деловањем спољашњих
сила. Рељеф овог краја има претежно планински карактер. 
Гребен планина и Влашка планина, које се налазе јужно од Пирота и одвојене су реком Јермом, припадају источној зони млађих веначних планина које улазе у састав карпатско балканског планинског лука. 
Данашњи изглед кањон је добио комбинованим дејством тектонских активности, денудационих процеса, водене ерозије и крашких активности у плиоценско—плеистоценској фази развоја земљине коре. У току тих процеса настала је и река Јерма.
У рејону Дерекула корито Јерме је проширењима широко, а у клисури врло уско. Вода кроз клисуру тече уз јаку буку, пробија се кроз огромне блокове стена или се са њих стропоштава, ковитла и пени
У ширем делу корита дубина бистре воде је у летњем периоду (минимални водостај) око десетак сантиметара, а у периоду највећег водостаја и око 2 метра. У време интензивног топљења снега и јаких киша водостај знатно прелази и дубину од 2 метра.
На десној страни реке Јерме, непосредно пошто она напусти кањонски део и зађе у котлински део долине избијају термоминерални извори Влашке бањице. Вода избија недалеко од крашког врела Ђеверице, у висини алувијалне равни, испод каменог потпорног зида старе пруге а сада пута, на висини од око 430 метара.

### Климатске карактеристике
Кањон Јерме лежи у континенталном делу Србије у средње високим планинама (1000—1442 m) које се одликују субпланинском и планинском климом. Затворена готово са свих страна, клисура има низ климатских специфичности.  
Највише средње месечне температуре ваздуха су 11,3 ºC. Најхладнији месец је јануар - 0,1 ºC, а најтоплији је јул 22,2 ºC. За разлику од хладних зимских месеци, пролеће наступа доста брзо (април 10,8 ºС). Средња годишња температура је 9—11 ºС. После топлог и сувог лета наступа дуга сунчана јесен, која је топлија од пролећа. Апсолутни максимум забележен је 17 августа
1952 године (40 ºC), а апсолутни минимум 17 и 2 децембра 1963 године (- 27 степени ºC).
Амплитуда екстремних вредности износи 67 ºС, што је јасна одлика континенталности подручја у којем се кањон налази.

## Туризам
Све до 1927. кањон је би потпуно непролазан, све док те године за потребе рудника каменог угља „Ракита” кроз клисуру није пробијена траса железнице уског колосека. Рудник је затворен шездесетих година 20. века, а седамдесетих је уместо пруге изграђен асфалтни пут.
Изградња пута је омогућила приступ лепотама реке Јерме као и Погановском манастиру, смештеном поред саме реке, који је захваљујући непроходности Кањона Јерме све до 1927. године остао сачуван од многих освајача.
Окомите стене кањона Јерме идеалне су за слободно и спортско пењање, али и бројне планинарске активности, због више врхова и праваца, где свака стаза има своје чари и специфичности.
Са једног, од неколико мостова изграђених у клисури, одваја се стаза ка највишем врху на Влашкој планини — Асеновом калеу. 
| „ | Са овог узвишења, обележеног крстом од пешчара, које се пропиње на 1.300 метара поглед пуца ка околним дубодолинама према Димитровграду, Бабушници и Пироту, али и ка усеку кањона Јерме. Ни данас није јасно како је крст доспео на врх планине, на коју се успињу само планинари и људи вични ходању по козјим стазама. Има оних који верују да је исклесан на лицу места, док други, склонији народним предањима, кажу да су га овде на рукама изнели родитељи једног оболелог младића, који су веровали да ће њихов син оздравити, ако на том месту побију крст. | ” |

## Клисуре (кањони) Јерме
Јерма гради две огромне клисуре (кањона) које локални становници називају Одоровска и Влашка клисура, са страницама висине 300 — 400 метара и ширине 10-30 метара. Клисуре су биле потпуно непроходне до 1927. године. Затим је за потребе рудника угља Ракита ( Рудник "Јерма") кроз клисуру пресечена уска железничка пруга. Рудник је затворен 1963.године, а 1970-их је уместо железнице направљен асфалтни пут.
Река Јерма и њене клисура настале су за време терцијара након регресије сенонског мора (пре око 65 милиона година) и сложених дуготрајних промена иницијалног палерељефа. Формирање данашњег изгледа одвијало се у постјезерској плиоценско-плеистоценској фази као резултат комбинованог дејства тектонских активности, водене ерозије, денудације и кршких процеса.
- Ждрело Одровске клисуре